# Jonas Lidman
Jonas Lidman, född i Västergötland, död 21 oktober 1751 i Eksjö, Jönköpings län, var en svensk präst i Eksjö stadsförsamling. Han var även kontraktsprost i Södra Vedbo kontrakt.

## Biografi
Jonas Lidman föddes i Västergötland. Han blev 1711 student vid Uppsala universitet, Uppsala och tog 1719 magistern. Lidman prästvigdes 1720 till pastor vid Svenska församlingen i Wicacoa, Pennsylvania. Han blev 1723 prost och 1731 kyrkoherde i Eksjö stadsförsamling, Eksjö pastorat. Han blev 1731 kontraktsprost i Södra Vedbo kontrakt. Lidman var predikant vid prästmötet 1735. Han avled 21 oktober 1751 i Eksjö.

### Familj
Lidman gifte sig första gången med Anna Jern. Lidman gifte sig andra gången med Christina Collin. Hon var dotter till kyrkoherden Constans Collin och Anna Sithelius i Söderköping. Christina Collin hade tidigare varit gift med prosten David Pontin i Törnevalla socken. Lidman och Collin fick tillsammans barnen Margaretha Lidman och Sara Lidman.